# 西山千明
西山 千明（にしやま ちあき、1924年8月9日 -2017年11月20日）は、日本の経済学者。立教大学名誉教授、国際大学大学院教授、スタンフォード大学フーヴァー研究所上級研究員、ロンドン経済事情研究所理事。専門は、理論経済学、貨幣論、経済哲学、人的資本論。
日本を代表する自由主義経済学者で、モンペルラン・ソサイエティー会長も務めた。
『ハイエク全集』（春秋社）の監修・監訳者を気賀健三、古賀勝次郎などと務め、フリードリヒ・ハイエクの著作群の日本への紹介者として知られ、ミルトン・フリードマンの『選択の自由』の日本語訳を行い、一般向け著作も多く、日本におけるマネタリズムの樹立や自由主義経済の進展に尽くした。

## 人物・経歴
1924年、福岡県生まれ。立教大学経済学部卒業。1952年シカゴ大学大学院にて政治学修士号を取得。1956年シカゴ大学大学院哲学研究科博士課程修了。1960年Ph.D取得。1956から1961年までシカゴ大学講師を務める。
シカゴ大学ではハイエク門下に入り、同教授のゼミで兄弟子のミルトン・フリードマンらと自由主義経済哲学、貨幣理論を学んだ。フリードマンとは後にスタンフォード大学フーヴァー研究所でも同僚となり、長年に渡って親しい間柄であった。
1962年、立教大学社会学部教授に就任。「シカゴ学派」の自由主義経済哲学や、「マネタリズム」を日本に紹介し、『ハイエク全集』や、フリードマンの『選択の自由 』の日本語訳を手掛けるなど、自由主義哲学、「新自由主義」の思想の普及・拡大に大きな貢献を行った。
また、ハイエクの設立した反共産主義的立場に立つ国際的な学術組織で8名のノーベル経済学賞受賞者を生み出したモンペルラン・ソサイエティーの会長（1980年‐1983年）も務めた。1974年には、『日本経済の貨幣的分析 1868-1970』共編（創文社）で日経・経済図書文化賞も受賞している。
万葉集その他わが国の古典から、量子力学・ニューサイエンスまでを視野におさめる学際的発想に加えて、世界的規模において指導的学術活動をしてきた経歴を持つことから、深遠にしてグローバルな国際的発想を持ち合わせていた。
平成不況時の「時短」議論に際しては、規制よりも「基本的には経済の営み、つまり働く人々と企業の自発的営みにまかせ」て不況を克服すべきだと論じた。
日本聖公会のクリスチャンである。

## 著書

### 単著
- 『自由経済―その政策と原理』中公新書　1974年
- 『マネタリズム―通貨と日本経済』東洋経済新報社　1976年
- 『繁栄か没落か最後の選択―忍びよる“日本病”をどう撃退するか』祥伝社　1981年
- 『第4の選択―大転換期を生き抜く哲学』PHP研究所、1982年　のち文庫
- 『第4の選択 part 2 (21世紀社会を創る思想)』PHP研究所　1983年 のち文庫
- 『成長に限界なし―来るべき人間化社会の経済学』PHP研究所　1984年
- 『飛躍への経営学―ゼロ時から出発して』講談社　1987年
- 『こうすれば日本は必ず立ち直る！―危機突破への36の緊急提言』PHP研究所　1987年
- 『日本経済・本当はどうなのか』PHP研究所　1987年
- 『こう変わる！「暮らし」と「経済」―変化をどう読み、どう備えるか』PHP研究所　1988年
- 『新しい経済学 世界のための日本の普遍性』PHP研究所　1991年
- 『「不況」は終わる―再発展のための「逆転の発想」』PHP研究所　1994年
- 『恐慌か、新しい繁栄か―21世紀への選択』PHP研究所　1998年

### 共編著
- 『近代経済学講義』安井琢磨,熊谷尚夫共編　創文社　1964年
- 『大恐慌に怯える世界』編　経済往来社　1974年
- 『日本経済の貨幣的分析 1868-1970』朝倉孝吉,立教大学近代経済学研究機構共編　創文社　1974年
- 『日本経済を考える イギリス経済との比較から』G.C.アレン共著　1976年　講談社現代新書
- 『フリードマンの思想』編著　東京新聞出版局　1979年
- 『フリードマンの日本診断』ミルトン・フリードマン共著　講談社、1981年
- 『日本経済の落し穴』高野邦彦共著　ダイヤモンド社　1981年
- 『21世紀の都市型大学に向けて 立教大学「都市と大学」プロジェクト報告』奥田道大共編　時潮社　1990年

### 翻訳
- ミルトン・フリードマン『資本主義と自由』熊谷尚夫・白井孝昌共訳　マグロウヒル好学社　1975年
- フリードリヒ・ハイエク『新自由主義とは何か あすを語る』東京新聞出版局　1977年
- ミルトン&ローズ・フリードマン『選択の自由 ― 自立社会への挑戦』日本経済新聞社、1980年、講談社文庫 1983年、日経ビジネス人文庫、2002年
- ハイエク『隷属への道』春秋社　1992年、新版2008年
- 『ハイエク全集』春秋社、監修（第1・2期刊）